# Krueng Baro Mesjid
Krueng Baro Mesjid is een bestuurslaag in het regentschap Bireuen van de provincie Atjeh, Indonesië. Krueng Baro Mesjid telt 469 inwoners (volkstelling 2010).